# بيلي هاردمان
بيلي هاردمان هو محامي وسياسي أمريكي، ولد في 1795، وتوفي في 12 أكتوبر 1836.